# Austrotrillinidae
Austrotrillinidae es una familia de foraminíferos bentónicos de la superfamilia Milioloidea, del suborden Miliolina y del orden Miliolida. Su rango cronoestratigráfico abarca desde el Eoceno medio hasta la Mioceno inferior.

## Clasificación
Austrotrillinidae incluye a las siguientes subfamilias y géneros:
- Austrotrillina †
- Brebina †
- Reticulogyra †